# Crawl (canção)
"Crawl" é uma canção da banda de rock americana Kings of Leon. É a segunda faixa do álbum Only by the Night. A canção é caracterizada pela inspiração latente de Led Zeppelin. A música tem um conteudo anti-guerra e ganha um tom bem politico. "Crawl" foi a primeira faixa a ser divulgada de Only by the Night, quando a banda ofereceu o download gratuito da música em seu website por um período curto de tempo. Em outubro de 2009, foi lançado como single nos Estados Unidos e no Canadá.

## Paradas musicais
| Paradas (2008)                              | Melhor posição |
| ------------------------------------------- | -------------- |
| Austrália ARIA Singles Chart                | 70             |
| Reino Unido Singles Chart                   | 125            |
| Paradas (2009-2010)                         | Melhor posição |
| Canadá Singles Chart                        | 73             |
| America's Music Chart's Canada: Alternative | 6              |
| America's Music Chart's Canada: Active Rock | 3              |
| Estados Unidos Billboard Rock Songs         | 42             |
| Estados Unidos Billboard Alternative Songs  | 40             |